# André Wallace

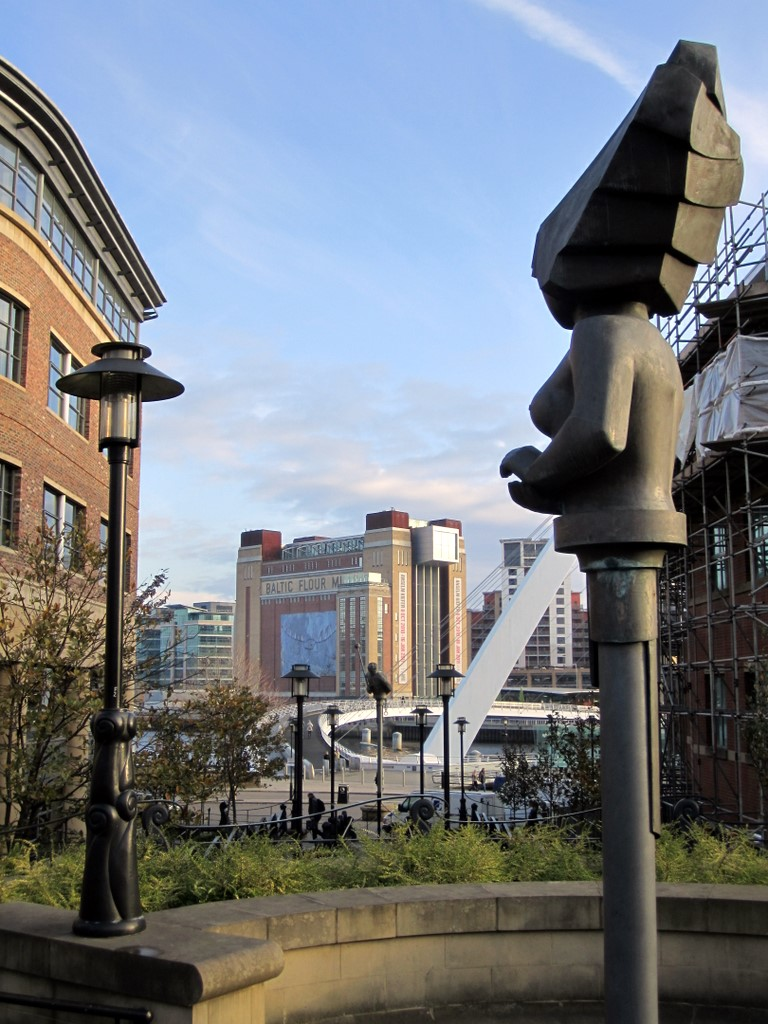
Siren en River God, Gateshead/Newcastle upon Tyne met op de achtergrond het Baltic Centre for Contemporary Art

André Wallace of Andre Wallace (Somerset, 1947) is een Engelse beeldhouwer.

## Leven en werk
Wallace studeerde achtereenvolgens aan het Liverpool College of Art, de Royal Academy Schools en het Royal College of Art. In 1973 was hij de winnaar van de J. Sainsbury Award for Sculpture. De figuratief werkende beeldhouwer maakt sculpturen voor de openbare ruimte in het Verenigd Koninkrijk.
De kunstenaar woont en werkt in Bromley-by-Bow.

## Werken (selectie)
- 1976 : Man with Pigeons[1], Eldon Square in Newcastle upon Tyne
- 1984 : The Whisper[2][3], Central Library in Milton Keynes en Fenchurch Street in Londen
- ---- : Wind of Change, Harbour Exchange Square, London Docklands in Londen-Tower Hamlets
- ---- : Wind of Change[4][5], Diana Boss Garden in Santa Barbara (Californië)
- 1995 : Siren, bij de Millennium Bridge over de Tyne in Gateshead
- 1996 : River God, Quayside in Newcastle upon Tyne
- 1996 : The Helmsman, Pimlico Gardens in Londen-Pimlico
- 2004 : Roller Skate Sculpture, Moreton Street/Vauxhall Bridge Road in Londen-Pimlico
- 2004/05 : Boatman with Oars en Woman's Head, Hotel One Aldwych in Londen
- 2005 : Boatman with Oars in Chepstow (Monmouthshire) in Wales

## Fotogalerij

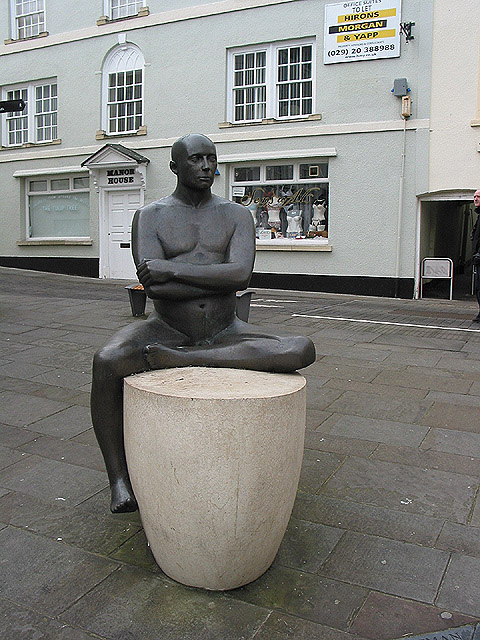
The Whisper (1984)
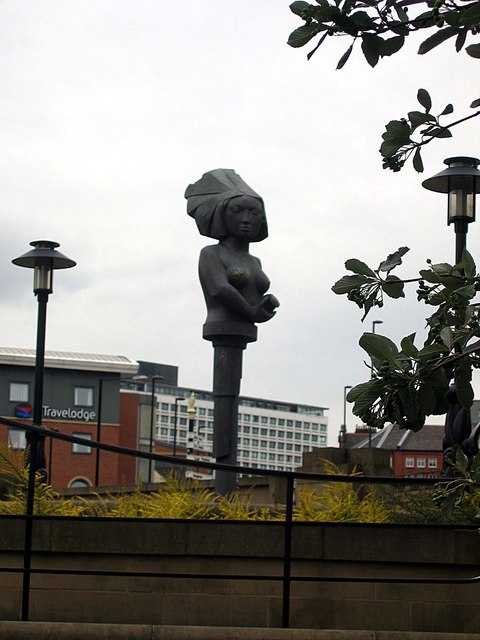
Siren (1995)
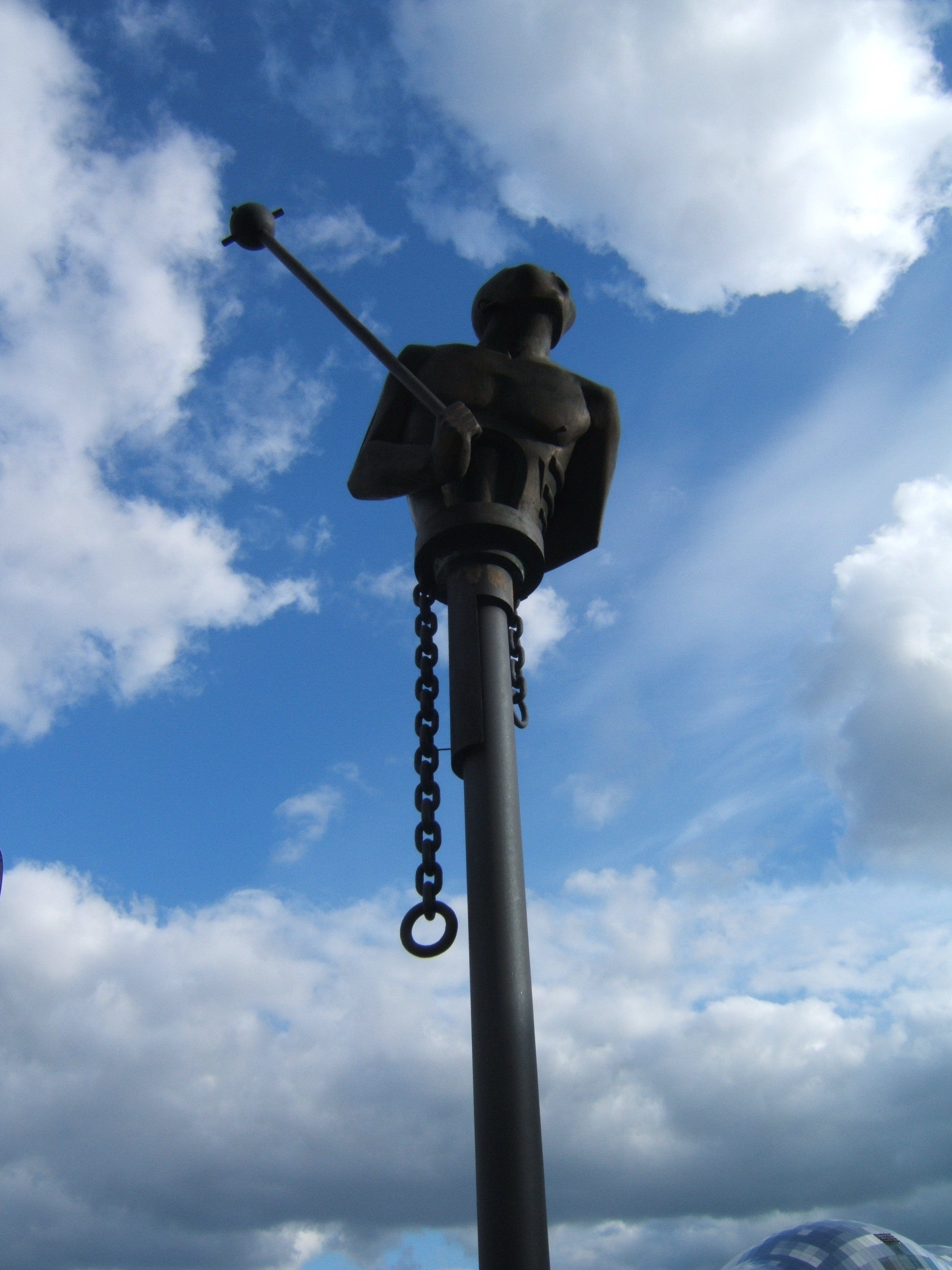
River God (1996)